# Scleronotus monticellus
Scleronotus monticellus là một loài bọ cánh cứng trong họ Cerambycidae.